# ستيغوصوراوات
الستيغوصوراوات (الاسم العلمي:†Stegosaurinae) هي أسرة منقرضة من الزواحف تتبع فصيلة الستيغوصورات من رتبة طيريات الورك.

## أجناس الستيغوصوراوات
- الستيغوصور
- البرانطودون